# Teodoro
Teodoro  è un nome proprio di persona italiano maschile.

## Varianti
- Maschili 
  - Ipocoristici: Teo[1], Doro, Dorino
- Femminili: Teodora[2][3], Fedora[4], Dora

### Varianti in altre lingue
Di seguito si trova una lista delle varianti del nome in altre lingue
- Amarico: Tewodros
- Armeno Թորոս (T’oros)[senza fonte]
- Bielorusso: Тэадор (Tėador)[senza fonte]
- Bulgaro: Теодор (Teodor), Тодор (Todor)
- Catalano: Teodor[senza fonte]
- Ceco: Teodor, Theodor
- Croato: Teodor
- Danese: Teodor, Theodor
- Esperanto: Teodoro[senza fonte]
- Finlandese: Teodor[senza fonte]
  - Ipocoristici: Teuvo
- Francese: Théodore
- Galiziano: Teodoro[senza fonte]
- Georgiano: თედორე (Tedore)
- Greco antico: Θεόδωρος (Theódoros)[2][3][5]
- Greco moderno: Θεοδωρος (Theodōros)
- Inglese: Theodore[5]
  - Ipocoristici: Ted, Teddy
- Latino: Theodorus[2][5]
- Lettone: Teodors
- Limburghese
  - Ipocoristici: Thei
- Lituano: Teodoras[senza fonte]
- Macedone: Теодор (Teodor), Тодор (Todor)
  - Ipocoristici: Тоше (Toše)
- Norvegese: Teodor, Theodor
- Olandese: Theodoor, Theodorus
- Polacco: Teodor
- Portoghese: Teodoro
- Rumeno: Tudor, Teodor, Theodor
- Russo: Фёдор (Fëdor), Федор (Fedor), Феодор (Feodor)
  - Ipocoristici: Федя (Fedja)
- Serbo: Теодор (Teodor), Тодор (Todor)
- Slovacco: Teodor
- Sloveno: Teodor
- Spagnolo: Teodoro
- Svedese: Teodor, Theodor
- Tedesco: Theodor
- Ucraino: Федір (Fedir)
- Ungherese: Tivadar, Tódor, Teodor

1. ↑  Tutte le varianti elencate in questa sezione sono verificabili, salvo diversamente specificato, alla nota 1.

## Origine e diffusione
Deriva dall'antico nome greco Θεόδωρος (Theódoros); è composto dai termini θεός (theós, "dio") e δῶρον (dòron, "dono"), quindi può essere interpretato come "dono di [un] dio". Per semantica, è analogo ai nomi Adeodato, Bogdan, Božidar, Matteo, Teodosio e Dorotea, il quale è composto dalle sue stesse radici, però invertite. Non va invece confuso con il nome Teodorico, col quale non vi è alcun rapporto etimologico.
Era un nome già diffuso nella Grecia antica e, sia in virtù del suo significato, sia grazie al gran numero di santi così chiamati, non faticò a trovare spazio in ambienti cristiani, specialmente in quelli orientali.
In Italia è scarsamente diffuso, ma attestato un po' in tutta la penisola e specialmente in Puglia. In Gran Bretagna era usato raramente prima del XIX secolo.

## Onomastico

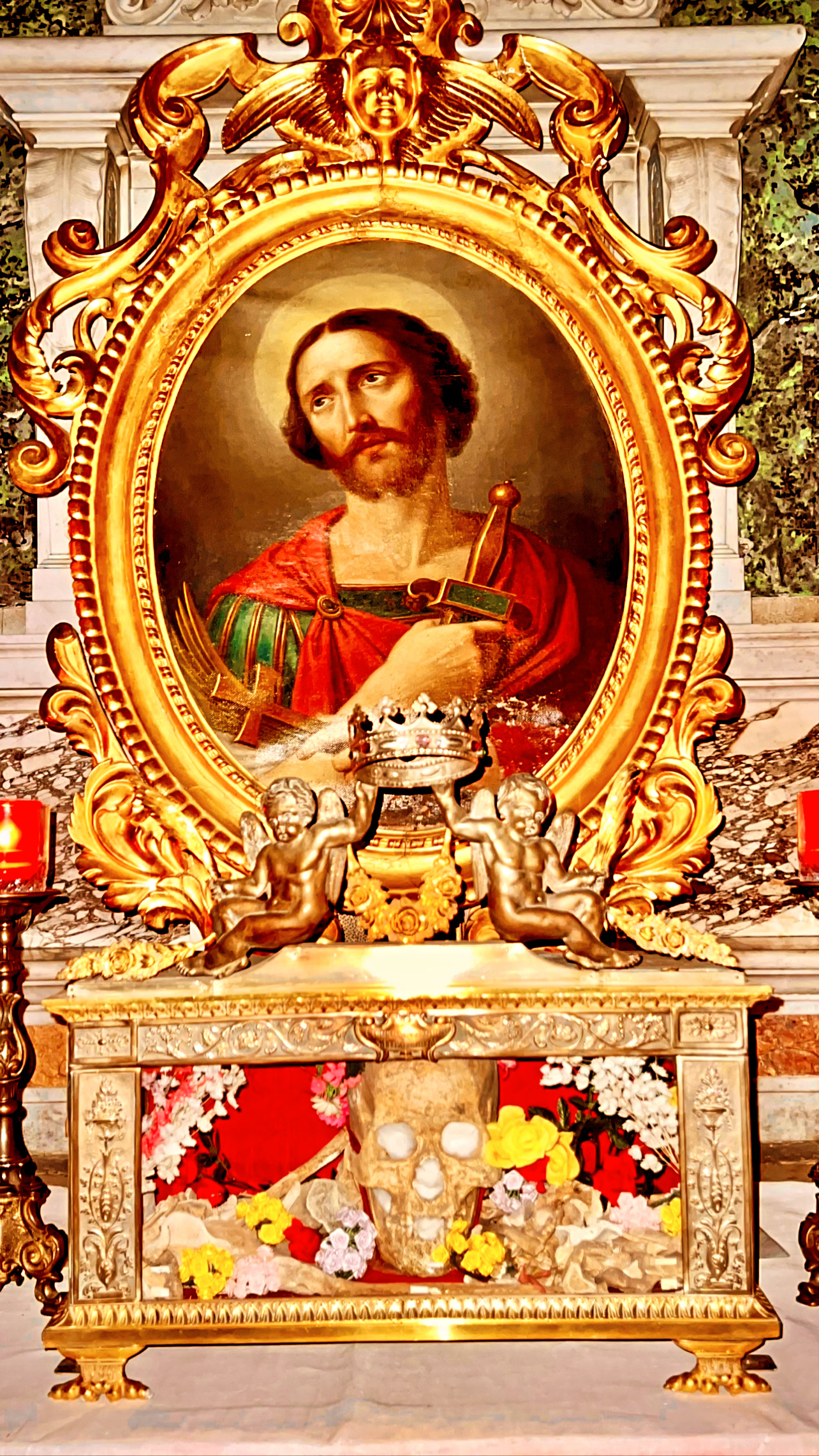
Reliquie di San Teodoro, Pievepelago (MO).

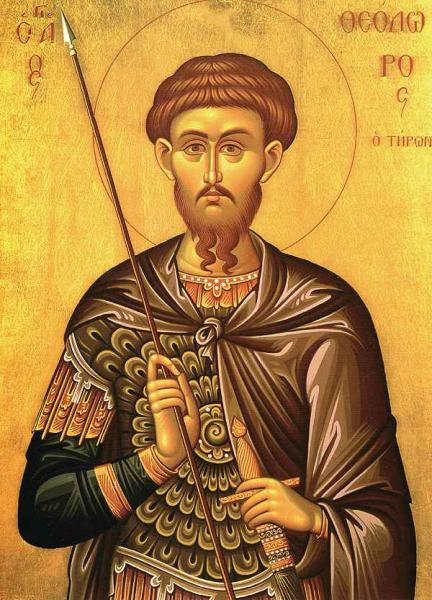
San Teodoro di Amasea

L'onomastico si può festeggiare in diverse date, fra le quali
- 2 gennaio, san Teodoro, vescovo di Marsiglia[6]
- 17 febbraio (o 7 o 8 febbraio, o 9 novembre), san Teodoro di Amasea, soldato romano e martire[6]
- 7 aprile, san Teodoro, martire nella Pentapoli cirenaica con i santi Ammonio, Ireneo e Serapione[6]
- 15 aprile, san Teodoro, martire con san Pausilopo in Tracia sotto Adriano[6]
- 20 aprile, san Teodoro Trichinas, monaco ed eremita presso Costantinopoli[6]
- 22 aprile, san Teodoro, detto "il Siceota", vescovo di Anastasiopoli[6]
- 27 aprile, san Teodoro, abate di Tabenna[6]
- 20 maggio, san Teodoro, vescovo di Pavia e confessore[6]
- 16 agosto, san Teodoro, vescovo di Octodurum[6]
- 5 settembre, san Teodoro, martire a Nicomedia sotto Valente con Urbano, Menedemo e altri[6]
- 19 settembre, san Teodoro, arcivescovo di Canterbury[6]
- 19 settembre, san Teodoro, vescovo di Verona[6]
- 1º novembre, beato Teodoro Romža, vescovo di Mukačevo e martire[6]
- 11 novembre, san Teodoro Studita, abate di Studios[6]
- 25 novembre, san Teodoro, martire con altri compagni ad Alessandria d'Egitto sotto Massimiano[6]
- 27 dicembre, san Teodoro, detto "grapto", martire degli iconoclasti a Gerusalemme, celebrato con il fratello Teofane[6]
- Prima domenica di settembre, San Teodoro (Pievepelago)
- Prima domenica di settembre, San Teodoro fanciullo martire - protettore dei bambini (Forni di Sopra).

## Persone

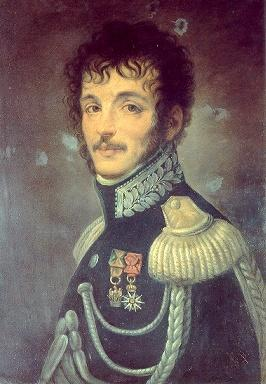
Teodoro Lechi

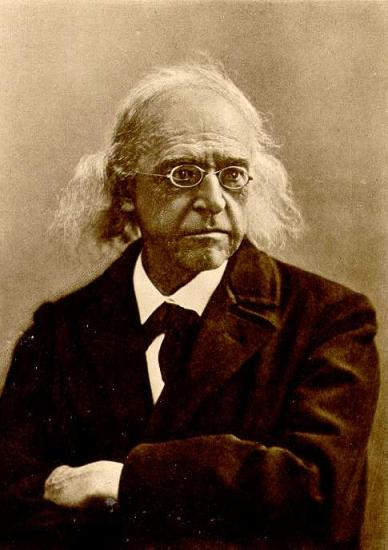
Theodor Mommsen

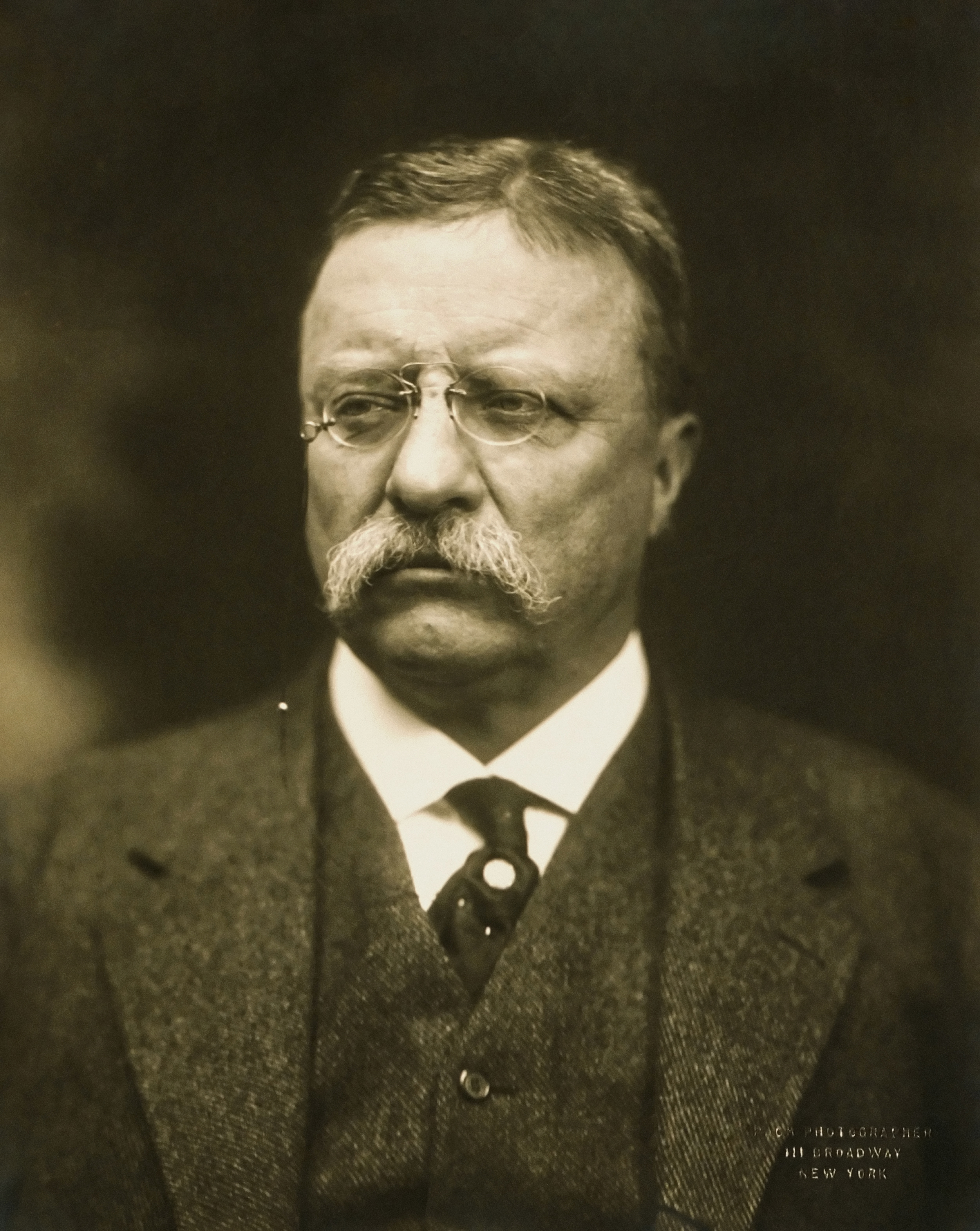
Theodore Roosevelt

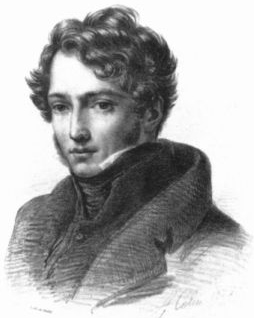
Théodore Géricault

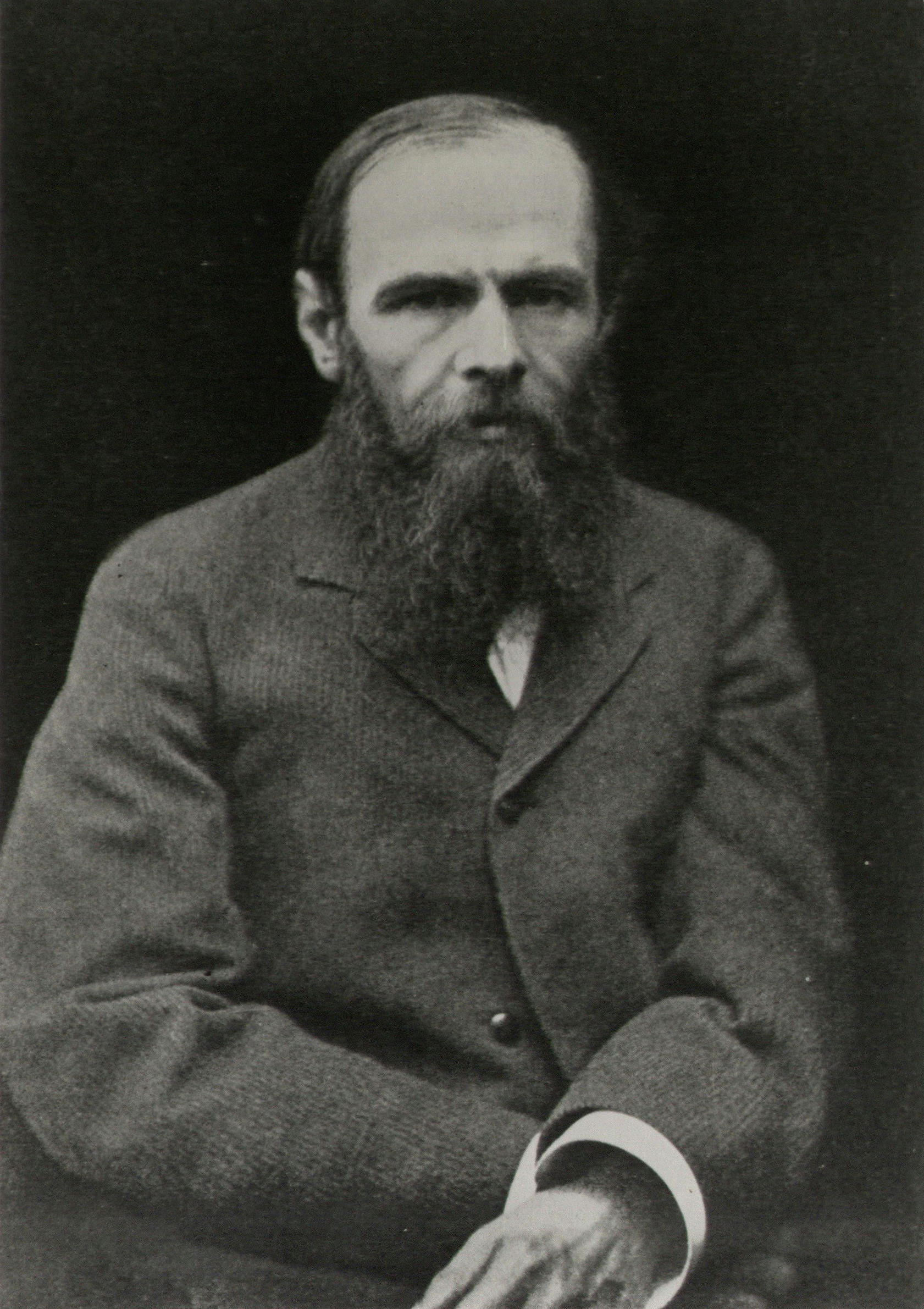
Fëdor Dostoevskij

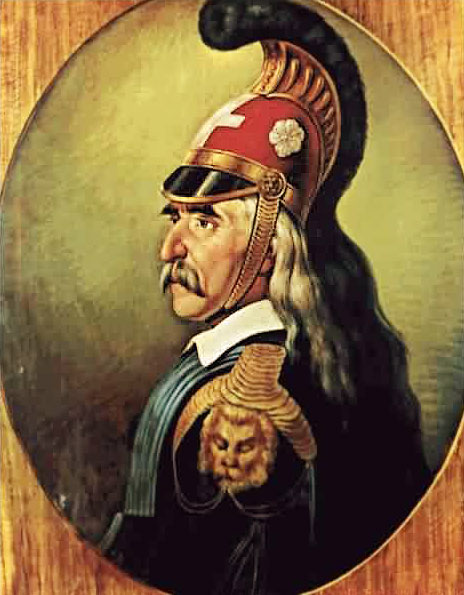
Theodoros Kolokotronis

- Teodoro di Atene, attore greco antico
- Teodoro d'Antiochia, filosofo, medico e traduttore siriaco
- Teodoro di Cirene, matematico greco antico
- Teodoro I di Corsica, re di Corsica
- Teodoro I d'Epiro, despota e poi imperatore d'Epiro
- Teodoro di Mopsuestia, vescovo e teologo greco antico
- Teodoro di Samo, scultore, architetto e toreuta greco antico
- Teodoro l'Ateo, filosofo greco antico
- Teodoro II Paleologo, despota della Morea
- Teodoro Prodromo, poeta bizantino
- Teodoro di Beza, teologo francese
- Teodoro Buontempo, politico italiano
- Teodoro Gaza, umanista e traduttore bizantino
- Teodoro Lechi, generale italiano
- Teodoro Mariani, canottiere italiano
- Teodoro II, papa della Chiesa Ortodossa copta e patriarca di Alessandria

### Variante Theodor
- Theodor Adorno, filosofo, musicologo e aforista tedesco
- Theodor Christomannos, avvocato e magistrato austro-ungarico
- Theodor Curtius, chimico tedesco
- Theodor Fontane, farmacista, scrittore e poeta tedesco
- Theodor Herzl, giornalista, scrittore e avvocato ungherese
- Theodor Kittelsen, pittore norvegese
- Theodor Mommsen, storico, numismatico, giurista ed epigrafista tedesco
- Theodor Schwann, biologo tedesco
- Theodor Storm, poeta e scrittore tedesco

### Variante Theodore
- Theodore Bikel, attore e cantante austriaco naturalizzato statunitense
- Theodore Dreiser, scrittore e poeta statunitense
- Theodore Kosloff, danzatore, attore e coreografo russo naturalizzato statunitense
- Theodore Maunoir, chirurgo svizzero
- Theodore Richards, chimico statunitense
- Theodore Roberts, attore statunitense
- Theodore Robinson, pittore statunitense
- Theodore Roosevelt, politico statunitense
- Theodore von Kármán, ingegnere e fisico ungherese naturalizzato statunitense

### Variante Théodore
- Théodore Chassériau, pittore francese
- Théodore de Banville, poeta e scrittore francese
- Théodore de Mayerne, medico svizzero
- Théodore Dubois, compositore francese
- Théodore Géricault, pittore francese
- Théodore Marie Ratisbonne, presbitero francese
- Théodore Reinach, filologo, numismatico, politico e matematico francese
- Théodore Rousseau, pittore francese
- Théodore Vernier, politico e avvocato francese

### Variante Fëdor
- Fëdor III di Russia, zar di Russia
- Fëdor Dostoevskij, scrittore e filosofo russo
- Fëdor Emel'janenko, lottatore russo
- Fëdor Litke, navigatore, geografo ed esploratore russo
- Fëdor Matisen, navigatore, esploratore e cartografo russo.
- Fëdor Šaljapin, attore russo
- Fëdor Sologub, scrittore, poeta e drammaturgo russo
- Fëdor Tjutčev, scrittore e poeta russo
- Fëdor Tolstoj, pittore e scultore russo

### Altre varianti
- Theodōros Dīligiannīs, politico greco
- Theodoor Galle, incisore, disegnatore, illustratore ed editore fiammingo
- Theodoros Kolokotronis, militare, condottiero e patriota greco
- Theodoros Pangalos, militare e politico greco
- Teodor Teodorov, politico bulgaro
- Theodorus van Gogh, antiquario olandese
- Tudor Vladimirescu, rivoluzionario rumeno
- Todor Živkov, politico bulgaro

## Il nome nelle arti
- Theodore personaggio del film del 2007 Alvin Superstar.
- Theodore Aloysius Robinson è un personaggio della serie televisiva I Robinson.